# 岡山県立精研高等学校
岡山県立精研高等学校（おかやまけんりつ せいけんこうとうがっこう）は、岡山県井原市にあった県立の高等学校。
2006年（平成18年）に行われた高校再編により、岡山県立井原高等学校に統合されて同校南校地となり、2008年（平成20年）3月31日に閉校した。なお、岡山県教育委員会が2018年度に策定した「県立高校教育体制整備実施計画」では県内に複数ある複数校地の解消が計画されており、2021年度に旧精研高にあたる南校地の2科の生徒募集を停止し、2023年度から北校地に集約することが決定された。2023年3月22日、旧精研高等学校にあたる井原高等学校南校地にて閉校舎式が敢行され、当月末をもって閉鎖された。

## 沿革
〈井原町立岡山県井原実業学校〉
- 1935年（昭和10年） 4月1日 井原町立岡山県井原実業学校として開校
- 1948年（昭和23年） 4月 学制改革により高等学校として発足し、岡山県立井原高等学校（3年制全日制普通課程）と改称
- 1949年（昭和24年） 3月30日 岡山県井原実業高等学校として分離独立する
- 1950年（昭和25年） 2月1日 岡山県精研高等学校と改称
- 1952年（昭和27年） 4月1日 県営移管し岡山県立精研高等学校と改称
- 2003年（平成15年）10月 創立100周年記念式典挙行。
- 2008年（平成20年） 4月 高校再編により岡山県立井原高等学校に統合される

〈後月郡芳井町他3ヶ村組合立岡山県後月郡実業学校〉
- 1940年（昭和15年） 4月1日 後月郡芳井町他3ヶ村組合立岡山県後月郡実業学校として開校
- 1946年（昭和21年） 3月1日 岡山県後月農学校に改称
- 1948年（昭和23年） 4月1日 井原実と統合される

## 学科
- 園芸科学科（統合後は、園芸科）
- 家政科